# Þverárhlíðarháls
Þverárhlíðarháls är en kulle i republiken Island. Den ligger i regionen Västlandet, 80 km norr om huvudstaden Reykjavík. Toppen på Þverárhlíðarháls är 324 meter över havet, eller 123 meter över den omgivande terrängen. Bredden vid basen är 15,7 km.
Trakten runt Þverárhlíðarháls är nära nog obefolkad, med mindre än två invånare per kvadratkilometer. Det finns inga samhällen i närheten. Trakten runt Þverárhlíðarháls består i huvudsak av gräsmarker.